# Association du commerce des céréales et aliments pour animaux
L’Association du commerce des céréales et aliments pour animaux (GAFTA, Grain and Feed Trade Association) est une association commerciale dont le siège est situé à Londres et qui regroupe des négociants, courtiers, officiers de police, analystes, fumigateurs, arbitres et autres professionnels du commerce international des céréales. Lassociation compte plus de 1900 membres dans 100 pays.

## Histoire et développement
La GAFTA remonte à 1878, lorsque la London Corn Trade Association (LCTA) a été créée par des négociants en blé pour protéger leurs intérêts. La LCTA s'est efforcée d'y parvenir par l'adoption de contrats-types, élaborés par l'association, les différends découlant de ces contrats étant réglés par arbitrage plutôt que par la législation. Les différends étaient renvoyés à Londres et traités en vertu du droit anglais.
En 1906, un groupe de négociants se sépare de la LCTA et forme une nouvelle association plus spécialisée, la London Cattle Food Trade Association (LCFTA), pour les commerçants de protéines végétales utilisées comme aliments pour animaux. En 1965, la LCFTA a supprimé « Londres » de son titre, reflétant une internationalisation croissante. En 1969, des pourparlers de fusion ont commencé entre la LCTA et la CFTA. Le résultat de ces pourparlers a été la formation  en 1971 d'une nouvelle association mixte, la Grain and Feed Trade Association.
En 2008, l’International General Produce Association (IGPA) a rejoint l'Association du commerce des céréales et aliments pour animaux.
La GAFTA a son siège social à Holborn (Londres) et exploite actuellement quatre autres bureaux à Pékin, Genève, Kiev et Singapour.

## Buts et objectifs principaux
La GAFTA vise à promouvoir le commerce international et à protéger les intérêts de ses membres. Ses activités comprennent la définition et la réglementation  :
- des normes de qualité, conditions commerciales, garanties ;
- des documents d'expédition et conditions de livraison ;
- des modalités de paiement ;
- de la gestion des problèmes et les circonstances extraordinaires ;
- de l'assurance ;
- des cas de non-exécution ;
- des règles de pondération, échantillonnage, analyse et assurance.

## Impact
Selon l’Indian Financial Express, 80 % du commerce mondial des céréales est réglementé par les conditions de la GAFTA.